# Compañía de Levante

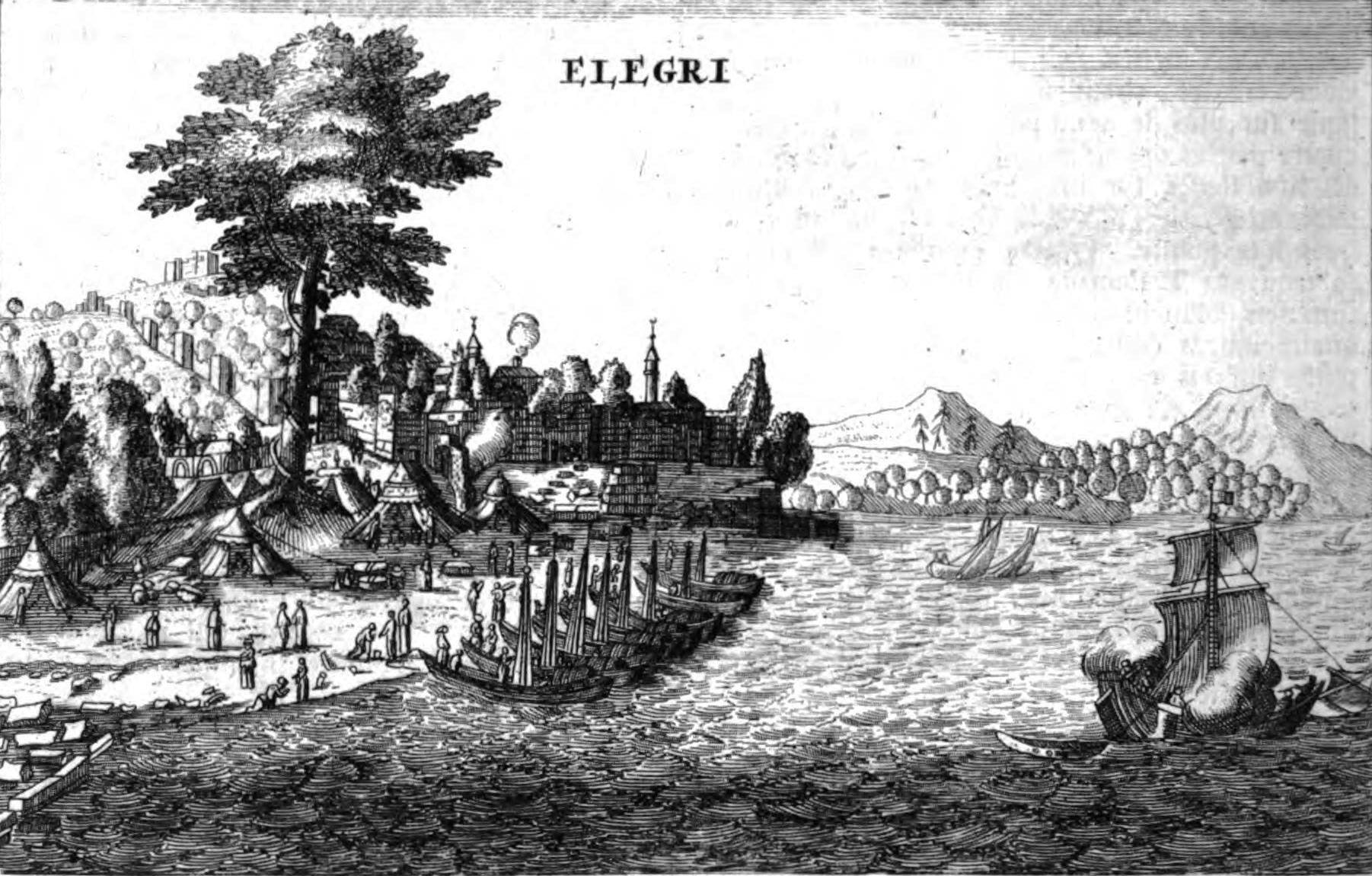
Grabado extraído de la Relación de un viaje al Levante de Joseph Pitton de Tournefort.

La Compañía de Levante (en francés: Compagnie du Levant) fue una empresa comercial francesa creada por iniciativa de Jean-Baptiste Colbert el 18 de julio de 1670.
Su misión principal era importar materiales textiles (algodón, seda, lana) y exportar productos manufacturados entre Francia y el Imperio otomano (la Sublime Puerta) y, más precisamente, entre los puertos de Marsella y Sète y las tiendas conocidas como "Escaleras de Levante».
Heredero de la primera Compañía de Levante de Jacques Cœur y de los hermanos Pierre Godart y Berthommier Godart, se convirtió, durante el verano de 1685, en la Compagnie de la Méditerranée, pero desapareció en 1693.

## Historia
En aquella época, la industria textil era la más grande de Francia, aunque, alrededor de 1660, el comercio de exportación prácticamente se redujo a nada debido a todo tipo de abuso y la influencia de los comerciantes navales ingleses y holandeses que se unieron para realizar tráfico por el mar de las Indias. Mientras que las importaciones levantinas alcanzaban un máximo de 3 millones de libras (10 veces menos que en 1620), Colbert se encarga de reunir a los fabricantes y comerciantes de Lyon y los fabricantes y armadores provenzales para crear una nueva dinámica y poner fin a varias disputas. 
En 1664, Colbert creó el Consejo de reforma del comercio, coordinado por Jacques Savary, que trabajó durante seis años para desarrollar un código comercial del que sacaría Le Parfait Négociant (1675), un auténtico best-seller. igualmente próximo al Consejo, François Bellinzani, que iba a tomar parte activa en el comercio del Levante: en 1668, se convirtió en el director de la primera Cámara General de Seguros, permitiendo finalmente que los barcos se protegieran de las afrentas (tormentas y piratería).
Tras un informe redactado por Samuel Dalliez de la Tour, el proyecto se realizó en 1682, momento de reunir a los accionistas, armar los barcos, resolver los problemas diplomáticos y designar un directorio. En total, hubo 18 accionistas cuando se firmó la convención de creación de la Compañía de Levante en París el 22 de abril de 1670: Laurent de Chauvigny, que ya tenía dos barcos, Pierre Louis Reich de Pennautier, Bellinzani, Dalliez, François d'Usson de Bonrepaus, Augustin Magy, César Caze el joven y Jean Tronchin entre los más importantes. Cada acción ascendía a 30 000 libras, y contaban con un fondo de 540 000 libras como capital inicial. La decisión del Consejo se promulgó el 18 de julio y la Compañía abrió su oficina de París en rue du Mail.

## El caso de las manufacturas de Languedoc
En 1671, los primeros secretarios de la Compañía llegaron a Esmirna, El Cairo y Alepo y negociaron los trámites de, cambio: el sistema se basaba en una forma de trueque entre el bien manufacturado y la materia prima, para evitar el transporte de dinero en efectivo. Además, se estableció una prima de exportación para promover la venta de paños, papel y azúcar refinada. La compañía tenía 7 buques. Se fomentaron los paños de dos nuevas fábricas en la región de Languedoc, donde habían existido casi dos siglos de experiencia local durante casi dos siglos. Frente a las dificultades de los dos fabricantes de paños fundadas por Colbert en 1667, a saber, la manufactura de paños de Villeneuvette y la manufactura de paños de Saptes, fue creada en 1670, de nuevo, a petición de Colbert, una nueva compañía que reunió a dos manufacturas, Pennautier y Paparel fueron los dos principales accionistas y dirigentes, con el fin de resistir la competencia de los paños holandeses, que se vendían mucho más caras.
Los resultados fueron moderados durante mucho tiempo: en la década de 1690, las exportaciones al Levante del total de las dos fábricas apenas superaban las 1000 piezas de tela al año.
La fábrica de telas de Saptes empleó 200 trabajadores en 1689, pero el trabajo se detuvo al morir el director, Noel de Varennes, en 1699, siendo el sitio de Villeneuvette el más apropiado gracias a la presencia de un río y el lago de Salagou, la guerra de la Liga de Augsburgo perjudció a los dos sitios.
La manufactura de paños de Villeneuvette, que disfrutaba de un sitio más competitivo porque se prestaba mejor en términos de energía hidroeléctrica, ocupaba casi todo el mercado. Fue comprado por sus acreedores y luego se disolvió en 1703, pero se vendió al hermano de André Honoré Pouget por una montante total de £ 142 000. Produjo entre 800 y 1000 piezas de tela al año, un poco menos que los dos sitios reunidos en la década de 1690.

## Balance de la Compañía
En 1673, estalló un conflicto entre Bellinzani, demasiado optimista, y Chauvigny, más realista; los accionistas amenazan con disolver la Compañía, acumulando las pérdidas. Sin embargo, se decidió un nuevo privilegio de diez años el 10 de septiembre de 1678, y se crearon dos nuevas oficinas, una en Lyon y otra en Sète; Además, la Cámara de Comercio de Marsella sirvió de agencia para sus asuntos locales. En 1684, la Compañía no registró ganancias ni pérdidas como resultado de un acuerdo desfavorable sobre senna egipcia. Además, Colbert estaba muerto, Bellinzani fue arrestado por malversación de fondos, los nuevos accionistas no se apresuraban a las puertas y la disolución se produjo a final del año.
En agosto-septiembre de 1685, nació la Compagnie de la Mediterraneé, a la que se tuvo cuidado de asociar a miembros de la burguesía comercial de Marsella y Toulon, quienes habían estado molestos, anteriormente, por haber sido expulsados del consejo de 1678. La gestión fueconfiada a Joseph Fabre, hermano de un rico banquero de Marsella, y pudo recuperar los beneficios de la antigua compañía. En 1693, el balance fue tan decepcionante que se publicó la liquidación.
A la muerte de Luis XIV, en 1715, se desarrollaron muchos productos manufacturados en la región de Carcasona. Pero las empresas europeas fundadas en el siglo XVII generalmente descuidaron el Mediterráneo, donde hubo piratería, pero la Compañía de Levante contribuyó al desarrollo de los puertos de Sète, creados al mismo tiempo, y Marsella, más antiguos pero beneficiándose de una zona franca bajo Colbert, mientras que antes era mal vista debido a las numerosas revueltas de la población protestante.